# Hole Mannur, Ron
Hole Mannur là một làng thuộc tehsil Ron, huyện Gadag, bang Karnataka, Ấn Độ.